# Miss World
Miss World je mezinárodní soutěž krásy, založená ve Velké Británii Ericem Morleyem v roce 1950. Historicky první ročník se konal na podzim roku 1951. Podobně jako v mezinárodní soutěži Miss Universe se rozhoduje o nejkrásnější dívce z mnoha států světa. V roce 2006 se stala vítězkou poprvé v historii Češka Taťána Kuchařová a v roce 2024 ji následovala Krystyna Pyszková, která získala titul Miss World 2023.

## Historie
Miss World začala jako Festival Bikini Contest a představovala modely plavek. V tisku však byla označována jako Miss World. Původně byla plánována jako jednorázová akce, ale po úspěchu Miss Universe se organizátoři rozhodli pro každoroční pořádání. V roce 1959 začala s přenášením vysílání této soutěže britská televize BBC.

## Dosavadní vítězky
| Rok  | Miss World                  | Země                   | I. Vicemiss               | Země                   | II. Vicemiss             | Země               | Místo konání     |
| ---- | --------------------------- | ---------------------- | ------------------------- | ---------------------- | ------------------------ | ------------------ | ---------------- |
| 1951 | Kiki Hakansson              | Švédsko                | Laura Ellison-Davies      | Spojené království     | Doreen Dawne             | Spojené království | Londýn           |
| 1952 | May Louise Flodin           | Švédsko                | Sylvia Müller             | Švýcarsko              | Vera Marks               | Západní Německo    | Londýn           |
| 1953 | Denise Perrier              | Francie                | Alexandra Ladikou         | Řecko                  | Marina Papaelia          | Egypt              | Londýn           |
| 1954 | Antigone Costanda           | Egypt                  | Karin Hultman             | USA                    | Efi Mela                 | Řecko              | Londýn           |
| 1955 | Susana Duijm                | Venezuela              | Margaret Haywood          | USA                    | Julia Coumoundourou      | Řecko              | Londýn           |
| 1956 | Petra Schürmman             | Západní Německo        | Betty Lane Cherry         | USA                    | Rina Weiss               | Izrael             | Londýn           |
| 1957 | Marita Lindahallmová        | Finsko                 | Lilian Juul Madsenová     | Dánsko                 | Adele June Krugerová     | Jižní Afrika       | Londýn           |
| 1958 | Penelope Anne Coelen        | Jižní Afrika           | Claudine Augerová         | Francie                | Vinnie Ingemann          | Dánsko             | Londýn           |
| 1959 | Corine Rottschäfer          | Holandsko              | Maria Elena Rossel Zapata | Peru                   | Ziva Shomrat             | Izrael             | Londýn           |
| 1960 | Norma Cappagli              | Argentina              | Gila Golan                | Izrael                 | Denise Muir              | Jižní Afrika       | Londýn           |
| 1961 | Rosemarie Frankland         | Spojené království     | Grace Li Shiu-ying        | Čína                   | Maria Carmen Fernández   | Španělsko          | Londýn           |
| 1962 | Catharina Lodders           | Holandsko              | Kaarina Marita Leskinen   | Finsko                 | Monique Lemaire          | Francie            | Londýn           |
| 1963 | Carole Crawford             | Jamajka                | Elaine Miscall            | Nový Zéland            | Marja-Liisa Ståhlberg    | Finsko             | Londýn           |
| 1964 | Ann Sydney                  | Spojené království     | Ana Maria Soria           | Argentina              | Linda Lin Su-hsing       | Čína               | Londýn           |
| 1965 | Lesley Langley              | Spojené království     | Dianna Lynn Batts         | USA                    | Gladys Anne Waller       | Irsko              | Londýn           |
| 1966 | Reita Faria                 | Indie                  | Nikica Marinovic          | Jugoslávie             | Efi Fontini Plumbi       | Řecko              | Londýn           |
| 1967 | Madeleine Hartog Bell       | Peru                   | Maria Sabaliuskas         | Argentina              | Shakira Baksh            | Guyana             | Londýn           |
| 1968 | Penelope Plummer            | Austrálie              | Kathleen Winstanley       | Spojené království     | Miri Zamir               | Izrael             | Londýn           |
| 1969 | Eva Rueber-Staier           | Rakousko               | Gail Renshaw              | USA                    | Marina Papaelia          | Západní Německo    | Londýn           |
| 1970 | Jennifer Hosten             | Grenada                | Pearl Jansen              | Jižní Afrika           | Irith Lavi               | Izrael             | Londýn           |
| 1971 | Lúcia Petterle              | Brazílie               | Marilyn Ann Ward          | Spojené království     | Ana De Almeida           | Portugalsko        | Londýn           |
| 1972 | Belinda Green               | Austrálie              | Ingeborg Sorensen         | Norsko                 | Chana Ordan              | Izrael             | Londýn           |
| 1973 | Marjorie Wallance           | USA                    | Evangeline Luis Pascual   | Filipíny               | Patricia Teresa Leung    | Jamajka            | Londýn           |
| 1974 | Helen Morgan                | Spojené království     | Anneline Kriel            | Jižní Afrika           | Lea Klain                | Izrael             | Londýn           |
| 1975 | Wilnelia Merced             | Portoriko              | Marina Langner            | Západní Německo        | Vicki Harris             | Spojené království | Londýn           |
| 1976 | Cindy Breakspeare           | Jamajka                | Karen Jo Pini             | Austrálie              | Diana Roberts            | Guam               | Londýn           |
| 1977 | Mary Stavin                 | Švédsko                | Ineke Berends             | Holandsko              | Dagmar Gabriele Winkler  | Západní Německo    | Londýn           |
| 1978 | Silvana Súarez              | Argentina              | Ossie Margareta Carlsson  | Švédsko                | Denise Ellen Coward      | Austrálie          | Londýn           |
| 1979 | Gina Swainson               | Bermudské ostrovy      | Carolyn Seaward           | Spojené království     | Debbie Campbell          | Jamajka            | Londýn           |
| 1980 | Gabriella Brum              | Západní Německo        | Kimberley Santos          | Guam                   | Patricia Barzyk          | Francie            | Londýn           |
| 1981 | Pilín León                  | Venezuela              | Nini Johanna Soto         | Kolumbie               | Sandra Cunningham        | Jamajka            | Londýn           |
| 1982 | Mariasela Alvarez           | Dominikánská republika | Sari Kaarina Aspholm      | Finsko                 | Delia Dolan              | Spojené království | Londýn           |
| 1983 | Sarah-Jane Hutt             | Spojené království     | Rocío Isabel Luna         | Kolumbie               | Cátia Pedrosa            | Brazílie           | Londýn           |
| 1984 | Astrid Carolina Herrera     | Venezuela              | Constance Fitzpatrick     | Kanada                 | Lou-Anne Caroline Ronchi | Austrálie          | Londýn           |
| 1985 | Hólmfríður Karlsdóttir      | Island                 | Mandy Shires              | Spojené království     | Brenda Denton            | USA                | Londýn           |
| 1986 | Giselle LaRonde             | Trinidad a Tobago      | Pia Rosenberg Larsen      | Dánsko                 | Chantal Schreiber        | Rakousko           | Londýn           |
| 1987 | Ulla Weigerstorfer          | Rakousko               | Albani Jimenez            | Venezuela              | Anna Margret Jonsdóttir  | Island             | Londýn           |
| 1988 | Linda Pétursdóttir          | Island                 | Yeon-hee Choi             | Jižní Korea            | Kirsty Roper             | Spojené království | Londýn           |
| 1989 | Aneta Kręglicka             | Polsko                 | Leanne Caputo             | Kanada                 | Monica Maria Mejia       | Kolumbie           | Hongkong         |
| 1990 | Gina Tolleson               | USA                    | Siobhan McClafferty       | Irsko                  | Sharon Luengo            | Venezuela          | Londýn           |
| 1991 | Ninibeth Leal               | Venezuela              | Leanne Buckle             | Austrálie              | Diana Tilden-Davis       | Jižní Afrika       | Atlanta          |
| 1992 | Julia Kourotchkina          | Sovětský svaz          | Claire Elizabeth Smith    | Spojené království     | Francis Gago             | Venezuela          | Sun City         |
| 1993 | Lisa Hanna                  | Jamajka                | Palesa Mofokeng           | Jižní Afrika           | Ruffa Gutierrez          | Filipíny           | Sun City         |
| 1994 | Aishwarya Rai               | Indie                  | Basetsane Makgalemele     | Jižní Afrika           | Irene Ferreira           | Spojené království | Sun City         |
| 1995 | Jacqueline Aguilera         | Venezuela              | Anica Martinović          | Chorvatsko             | Michelle Khanová         | Trinidad a Tobago  | Sun City         |
| 1996 | Irene Skliva                | Řecko                  | Carolina Arango           | Kolumbie               | Anuska Valéria Prado     | Brazílie           | Bengalúr         |
| 1997 | Diana Hayden                | Indie                  | Lauralee Martinovich      | Nový Zéland            | Jessica Motaung          | Jižní Afrika       | Baie Lazare      |
| 1998 | Linor Abargil               | Izrael                 | Véronique Caloc           | Francie                | Lina Teoh                | Malajsie           | Baie Lazare      |
| 1999 | Yukta Mookhey               | Indie                  | Martina Thorogood         | Venezuela              | Sonia Raciti             | Jižní Afrika       | Londýn           |
| 2000 | Priyanka Chopra             | Indie                  | Giorgia Palmas            | Itálie                 | Yüksel Ak                | Turecko            | Londýn           |
| 2001 | Agbani Darego               | Nigérie                | Zizi Lee                  | Aruba                  | Juliet-Jane Horne        | Skotsko            | Sun City         |
| 2002 | Azra Akin                   | Turecko                | Natalia Peralta           | Kolumbie               | Marina Mora              | Peru               | Windhoek         |
| 2003 | Rosanna Davison             | Irsko                  | Nazanin Afshin-Jam        | Kanada                 | Guan Qi                  | Čína               | San-ja           |
| 2004 | María Julia Mantilla        | Peru                   | Claudia Cruz              | Dominikánská republika | Nancy Randall            | USA                | San-ja           |
| 2005 | Unnur Birna Vilhjálmsdóttir | Island                 | Dafne Molina              | Mexiko                 | Ingrid Marie Rivera      | Portoriko          | San-ja           |
| 2006 | Taťána Kuchařová            | Česko                  | Ioana Boitor              | Rumunsko               | Sabrina Houssami         | Austrálie          | Varšava          |
| 2007 | Čang C’-lin                 | Čína                   | Micaela Reis              | Angola                 | Carolina Morán           | Mexiko             | San-ja           |
| 2008 | Ksenia Sukhinova            | Rusko                  | Parvathy Omanakuttan      | Indie                  | Gabrielle Walcott        | Trinidad a Tobago  | Johannesburg     |
| 2009 | Kaiane Aldorino             | Gibraltar              | Perla Beltran Acosta      | Mexiko                 | Tatum Keshwar            | Jižní Afrika       | Johannesburg     |
| 2010 | Alexandria Mills            | USA                    | Emma Wareus               | Botswana               | Adriana Vasini           | Venezuela          | San-ja           |
| 2011 | Ivian Sarcos                | Venezuela              | Gwendoline Ruais          | Filipíny               | Amanda Vilanova          | Portoriko          | Londýn           |
| 2012 | Wen Xia Yu                  | Čína                   | Sophie Moulds             | Wales                  | Jessica Kahawaty         | Austrálie          | Ordos            |
| 2013 | Megan Young                 | Filipíny               | Marine Lorphelin          | Francie                | Naa Okailey Shooter      | Ghana              | Bali             |
| 2014 | Rolene Strauss              | Jižní Afrika           | Edina Kulcsár             | Maďarsko               | Elizabeth Safrit         | USA                | Londýn           |
| 2015 | Mireia Lalaguna             | Španělsko              | Sofija Nikitčuková        | Rusko                  | Maria Harfantiová        | Indonésie          | San-ja           |
| 2016 | Stephanie del Valle         | Portoriko              | Yaritza Reyes             | Dominikánská republika | Natasha Mannuela         | Indonésie          | Washington, D.C. |
| 2017 | Manushi Chhillar            | Indie                  | Andrea Meza               | Mexiko                 | Stephanie Hill           | Anglie             | San-ja           |
| 2018 | Vanessa Ponce               | Mexiko                 | Pichapa Limsnukan         | Thajsko                |                          |                    | San-ja           |
| 2019 | Tonni Ann-Singhová          | Jamajka                | Ophély Mézinová           | Francie                | Suman Raová              | Indie              | Londýn           |
| 2021 | Karolina Bielawská          | Polsko                 | Shree Sainiová            | USA                    | Olivia Yacéová           | Pobřeží slonoviny  | San Juan         |
| 2023 | Krystyna Pyszková           | Česko                  | Yasmina Zaytounová        | Libanon                |                          |                    | Bombaj           |

### Úspěchy československých a českých žen
| Miss World      | Miss World     | Miss World        | Miss World |
| Ročník          | Země           | Jméno a Příjmení  | Umístění   |
| --------------- | -------------- | ----------------- | ---------- |
| Miss World 2006 | Česko          | Taťána Kuchařová  | Vítězka    |
| Miss World 2023 | Česko          | Krystyna Pyszková | Vítězka    |
|                 |                |                   |            |
| Finalistky      |                |                   |            |
| Ročník          | Země           | Jméno a Příjmení  | Umístění   |
| Miss World 1967 | Československo | Alžběta Štrkulová | 6. místo   |
| Miss World 1998 | Česko          | Alena Šeredová    | 4. místo   |
|                 |                |                   |            |
| Semifinalistky  |                |                   |            |
| Ročník          | Země           | Jméno a Příjmení  | Umístění   |
| Miss World 1969 | Československo | Marcela Bitnarová | 8. místo   |
| Miss World 1996 | Česko          | Petra Minářová    | 14. místo  |
| Miss World 2004 | Česko          | Jana Doleželová   | 9. místo   |

### Počet vítězství jednotlivých zemí

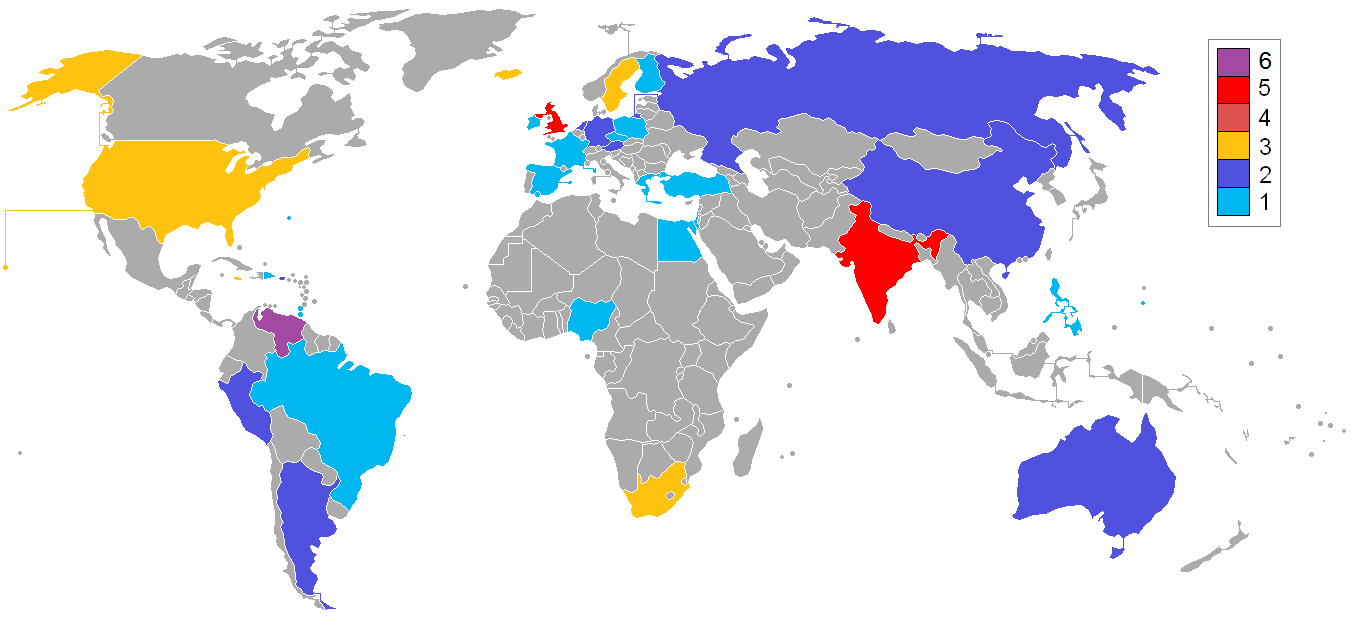
Počet vítězství jednotlivých zemí

| Země                       | Počet titulů | Roky vítězství                     |
| -------------------------- | ------------ | ---------------------------------- |
| Venezuela                  | 6            | 1955, 1981, 1984, 1991, 1995, 2011 |
| Indie                      | 6            | 1966, 1994, 1997, 1999, 2000, 2017 |
| Velká Británie             | 5            | 1961, 1964, 1965, 1974, 1983       |
| Jamajka                    | 4            | 1963, 1976, 1993, 2019             |
| Spojené státy americké     | 3            | 1973, 1990, 2010                   |
| Island                     | 3            | 1985, 1988, 2005                   |
| Švédsko                    | 3            | 1951, 1952, 1977                   |
| Jihoafrická republika      | 3            | 1958, 1974, 2014                   |
| Česko                      | 2            | 2006, 2023                         |
| Čína                       | 2            | 2007, 2012                         |
| Peru                       | 2            | 1967, 2004                         |
| Polsko                     | 2            | 1989, 2021                         |
| Rakousko                   | 2            | 1969, 1987                         |
| Západní Německo - dnes SRN | 2            | 1956, 1980                         |
| Argentina                  | 2            | 1960, 1978                         |
| Austrálie                  | 2            | 1968, 1972                         |
| Portoriko                  | 2            | 1975, 2016                         |
| Nizozemsko                 | 2            | 1959, 1962                         |
| Gibraltar                  | 1            | 2009                               |
| Irsko                      | 1            | 2003                               |
| Rusko                      | 1            | 2008                               |
| Turecko                    | 1            | 2002                               |
| Nigérie                    | 1            | 2001                               |
| Izrael                     | 1            | 1998                               |
| Řecko                      | 1            | 1996                               |
| Sovětský svaz              | 1            | 1992                               |
| Trinidad & Tobago          | 1            | 1986                               |
| Dominikánská republika     | 1            | 1982                               |
| Guam                       | 1            | 1980                               |
| Bermudy                    | 1            | 1979                               |
| Brazílie                   | 1            | 1971                               |
| Grenada                    | 1            | 1970                               |
| Finsko                     | 1            | 1957                               |
| Egypt                      | 1            | 1954                               |
| Francie                    | 1            | 1953                               |
| Filipíny                   | 1            | 2013                               |
| Mexiko                     | 1            | 2018                               |
| Španělsko                  | 1            | 2015                               |

## Kontroverzní situace na Miss World
- V roce 1970 feministické demonstrantky házely mouku na londýnskou Royal Albert Hall, ve chvíli, kdy se vyhlašovala vítězka Miss World 1970. A přitom vyděsily moderátora Boba Hopa natolik, že odešel z pódia a odmítal se tam vrátit a vyhlásit vítězku.
- V roce 1973 vyhrála titul Miss World první Američanka Marjorie Wallace, avšak po 105 dnech svého vládnutí byla nucena vzdát se svého titulu. Prohlášení prezident Miss World vydal takové, že: Paní Wallace nesplnila základní požadavky na práci. Tudíž bude titul nabídnut I. vicemiss World 1973 - Evangeline Pascual (Filipíny), ta ho však odmítla. A proto je tento ročník také nazýván Rok bez královny.
- V roce 1974 se stala vítězkou Helen Morgan zastupující Spojené království. Helen byla nucena odstoupit poté, co se o 4 dny později zjistilo, že je svobodná matka a tudíž hrubě porušila smlouvu.
- V roce 1976 několik zemí bojkotovalo tento ročník z důvodu, že Jihoafrická republika vyslala na soutěž krásy bělošku a černošku (která zde zastupovala Jižní Afriku - neexistující stát). Jihoafrická republika reagovala na tuto tichou antirasistickou událost tak, že se do soutěže přihlásila v roce 1977 naposled. Tak to trvalo až do roku 1991, kdy se tento politický systém rozpadl.
- V roce 1980 vítězka Gabriella Brum ze Západního Německa odstoupila 18 hodin po soutěži. Zpočátku prohlašovala, že její přítel nesouhlasí s jejím účinkováním na Miss World 1980. O několik dní později vyšlo najevo, že byla nucena odstoupit poté, co se zjistilo, že pózovala náhá pro pánský magazín.
- V roce 1989 se poprvé Miss World zúčastnily také země východního bloku (Československá socialistická republika, Německá demokratická republika, Maďarská lidová republika, Litevská sovětská socialistická republika, Polská lidová republika, Jugoslávie a Sovětský svaz). Na toto reagovaly země na Západě tak že částečně bojkotovaly tento ročník.
- V roce 1996 se v Indii konaly obrovské protesty proti hostování Miss World 1996 v Bengalúru. Proto se organizátoři rozhodli, že soutěže v plavkách, focení a medailonky natočí na Seychelách. Před finálem byly prováděny bezpečnostní prohlídky a byla nasazena těžká bezpečnostní opatření. Přes všechen chaos šlo živé televizní vysílání hladce. Šok přišel poté, co vítězka Irena Skliva (Řecko) měla předstoupit před Palác kultury, kde na ni čekaly fotografové a novináři. Když vítězka došla na místo, vlna nepokojů se zvedla a po nové Miss World začali demonstrující házet klacky a kameny. Policii se nakonec dav podařilo rozehnat a uklidnit.
- V roce 1998 jen několik dní po korunování Miss World 1998 vyšlo najevo, že Izraelka Linor Abargil byla dva měsíce před finálem znásilněna. Pachatel byl dopaden a odsouzen.
- V roce 1999 vyhrála titul Miss World 1999 Indka Yukta Mookhey. Po finále začaly některé státy napadat organizátory a porotu, že byly podplacení a že je ve vzduchu cítit korupce, protože Indie vyhrává podezřele často.
- V roce 2001 zvítězila ve finále Miss Nigérie Agbani Darego. Ihned poté se zvedla vlna nevole, že černoška vyhrát neměla, ale že titul patří I. vicemiss Zizi Lee z Aruby.
- V roce 2015 čínský režim odmítl udělit kanadské Miss World Anastasii Lin vstupní víza pro její kritiku porušování lidských práv v zemi a zabránil jí tak v účasti na finále Miss World, které se bude konat v San-ja.[1][2]

## Anketa
Každých 10 let vychází v časopisech, novinách a dnes již i na internetu anketa, kde mají diváci možnost označit, která z vítězek jim přišla nejsympatičtější, nejkrásnější, nejchytřejší apod. Tato anketa se koná jednou na 10 let. Anketa probíhá v zemích jako jsou Francie, Velká Británie, Švédsko, Rusko, Spojené státy americké, Brazílie, Kanada, Izrael, Rakousko, Itálie apod. Na výběr mají pouze z vítězek. Ta, která získá od diváků nejvíce procent, se stane Miss Desetiletí (např. Miss History World 1960–1969). Co se týče hlasování na internetu, tak tam může hlasující přidat komentář a tak říct, jak je s vítězkou spokojen, a pokud se mu vítězka nelíbí, tak může označit tu dívku, o které si při finále myslel, že vyhraje, ale nevyhrála.
| Výsledky na Miss World-History 1951 - 1959 | Výsledky na Miss World-History 1951 - 1959 | Výsledky na Miss World-History 1951 - 1959 | Výsledky na Miss World-History 1951 - 1959 | Výsledky na Miss World-History 1951 - 1959 |
| Titul na Miss Desetiletí                   | Titul na Miss World                        | Jméno a Příjmení                           | Země                                       | Počet procent                              |
| ------------------------------------------ | ------------------------------------------ | ------------------------------------------ | ------------------------------------------ | ------------------------------------------ |
| Vítězka Miss World-History 1951-1959       | Miss World 1954                            | Antigone Costanda                          | Egypt                                      | 70%                                        |
| I.vicemiss Miss World-History 1951-1959    | Miss World 1956                            | Petra Schürmman                            | Západní Německo                            | 67%                                        |
| II.vicemiss Miss World-History 1951-1959   | Miss World 1953                            | Denise Perrier                             | Francie                                    | 61%                                        |
|                                            |                                            |                                            |                                            |                                            |
| Výsledky na Miss World-History 1960 - 1969 |                                            |                                            |                                            |                                            |
| Titul na Miss Desetiletí                   | Titul na Miss World                        | Jméno a Příjmení                           | Země                                       | Počet procent                              |
| Vítězka Miss World-History 1960-1969       | Miss World 1968                            | Penelope Plummer                           | Austrálie                                  | 84%                                        |
| I.vicemiss Miss World-History 1960-1969    | Miss World 1964                            | Ann Sydney                                 | Spojené království                         | 83%                                        |
| II.vicemiss Miss World-History 1960-1969   | Miss World 1969                            | Eva Rueber-Staier                          | Rakousko                                   | 76%                                        |
|                                            |                                            |                                            |                                            |                                            |
| Výsledky na Miss World-History 1970 - 1979 |                                            |                                            |                                            |                                            |
| Titul na Miss Desetiletí                   | Titul na Miss World                        | Jméno a Příjmení                           | Země                                       | Počet procent                              |
| Vítězka Miss World-History 1970-1979       | Miss World 1977                            | Mary Stavin                                | Švédsko                                    | 72%                                        |
| I.vicemiss Miss World-History 1970-1979    | Miss World 1971                            | Lúcia Petterle                             | Brazílie                                   | 66%                                        |
| II.vicemiss Miss World-History 1970-1979   | Miss World 1976                            | Cindy Breakspeare                          | Jamajka                                    | 51%                                        |
|                                            |                                            |                                            |                                            |                                            |
| Výsledky na Miss World-History 1980 - 1989 |                                            |                                            |                                            |                                            |
| Titul na Miss Desetiletí                   | Titul na Miss World                        | Jméno a Příjmení                           | Země                                       | Počet procent                              |
| Vítězka Miss World-History 1980-1989       | Miss World 1984                            | Astrid Carolina Herrera                    | Venezuela                                  | 89%                                        |
| I.vicemiss Miss World-History 1980-1989    | Miss World 1982                            | Mariasela Alvarez                          | Dominikánská republika                     | 71%                                        |
| II.vicemiss Miss World-History 1980-1989   | Miss World 1988                            | Linda Pétursdóttir                         | Island                                     | 69%                                        |
|                                            |                                            |                                            |                                            |                                            |
| Výsledky na Miss World-History 1990 - 1999 |                                            |                                            |                                            |                                            |
| Titul na Miss Desetiletí                   | Titul na Miss World                        | Jméno a Příjmení                           | Země                                       | Počet procent                              |
| Vítězka Miss World-History 1990-1999       | Miss World 1994                            | Aishwarya Rai                              | Indie                                      | 91%                                        |
| I.vicemiss Miss World-History 1990-1999    | Miss World 1996                            | Irene Skliva                               | Řecko                                      | 87%                                        |
| II.vicemiss Miss World-History 1990-1999   | Miss World 1992                            | Julia Kourotchinka                         | Sovětský svaz                              | 85%                                        |
|                                            |                                            |                                            |                                            |                                            |
| Výsledky na Miss World-History 2000 - 2009 |                                            |                                            |                                            |                                            |
| Titul na Miss Desetiletí                   | Titul na Miss World                        | Jméno a Příjmení                           | Země                                       | Počet procent                              |
| Vítězka Miss World-History 2000-2009       | Miss World 2003                            | Rosanna Davison                            | Irsko                                      | 89%                                        |
| I.vicemiss Miss World-History 2000-2009    | Miss World 2000                            | Pryanka Chopra                             | Indie                                      | 87%                                        |
| II.vicemiss Miss World-History 2000-2009   | Miss World 2006                            | Taťána Kuchařová                           | Česko                                      | 81%                                        |

## Češky vyslané na Miss World
| Rok  | Jméno a Příjmení    | Země           | Název soutěže                               | Umístění v České soutěži |
| 1967 | Alžběta Štrkulová   | Československo | Miss Československé socialistické republiky | Vítězka                  |
| 1969 | Marcela Bitnarová   | Československo | Miss Československé socialistické republiky | Vítězka                  |
| 1989 | Jana Hronková       | Československo | Miss Československé socialistické republiky | I. vicemiss              |
| 1990 | Andrea Roskovcová   | Československo | Miss Československé federativní republiky   | I. vicemiss              |
| 1991 | Andrea Tatarková    | Československo | Miss Československé federativní republiky   | I. vicemiss              |
| 1992 | Gabriela Haršanyová | Československo | Miss Československé federativní republiky   | I. vicemiss              |
| 1993 | Simona Smejkalová   | Česko          | Miss České a Slovenské republiky            | II. vicemiss             |
| 1994 | Lenka Belíčková     | Česko          | Miss České republiky                        | II. vicemiss             |
| 1995 | Kateřina Kasalová   | Česko          | Miss České republiky                        | I. vicemiss              |
| 1996 | Petra Minářová      | Česko          | Miss České republiky                        | Vítězka                  |
| 1997 | Terezie Dobrovolná  | Česko          | Miss České republiky                        | Vítězka                  |
| 1998 | Alena Šeredová      | Česko          | Miss České republiky                        | I. vicemiss              |
| 1999 | Helena Houdová      | Česko          | Miss České republiky                        | Vítězka                  |
| 2000 | Michaela Salačová   | Česko          | Miss České republiky                        | Vítězka                  |
| 2001 | Andrea Fišerová     | Česko          | Miss České republiky                        | I. vicemiss              |
| 2002 | Kateřina Smržová    | Česko          | Miss České republiky                        | I. vicemiss              |
| 2003 | Lucie Váchová       | Česko          | Miss České republiky                        | Vítězka                  |
| 2004 | Jana Doleželová     | Česko          | Miss České republiky                        | Vítězka                  |
| 2005 | Lucie Králová       | Česko          | Miss České republiky                        | Vítězka                  |
| 2006 | Taťána Kuchařová    | Česko          | Miss České republiky                        | Vítězka                  |
| 2007 | Kateřina Sokolová   | Česko          | Miss České republiky                        | Vítězka                  |
| 2008 | Zuzana Jandová      | Česko          | Miss České republiky                        | Vítězka                  |
| 2009 | Aneta Vignerová     | Česko          | Miss České republiky                        | Vítězka                  |
| 2010 | Veronika Machová    | Česko          | Česká miss                                  | I. vicemiss              |
| 2011 | Denisa Domanská     | Česko          | Česká miss                                  | I. vicemiss              |
| 2012 | Linda Bartošová     | Česko          | Česká miss                                  | I. vicemiss              |
| 2013 | Lucie Kovandová     | Česko          | Česká miss                                  | I. vicemiss              |
| 2014 | Tereza Skoumalová   | Česko          | Česká miss                                  | I. vicemiss              |
| 2015 | Andrea Kalousová    | Česko          | Česká miss                                  | I. vicemiss              |
| 2016 | Natálie Kotková     | Česko          | Česká miss                                  | I. vicemiss              |
| 2018 | Kateřina Kasanová   | Česko          | Miss Czech Republic                         | winner 2017              |
| 2019 | Denisa Spergerová   | Česko          | Miss Czech Republic                         | vítězka                  |
| 2023 | Krystyna Pyszková   | Česko          | Miss Czech Republic                         | vítězka                  |

### Galerie vítězek

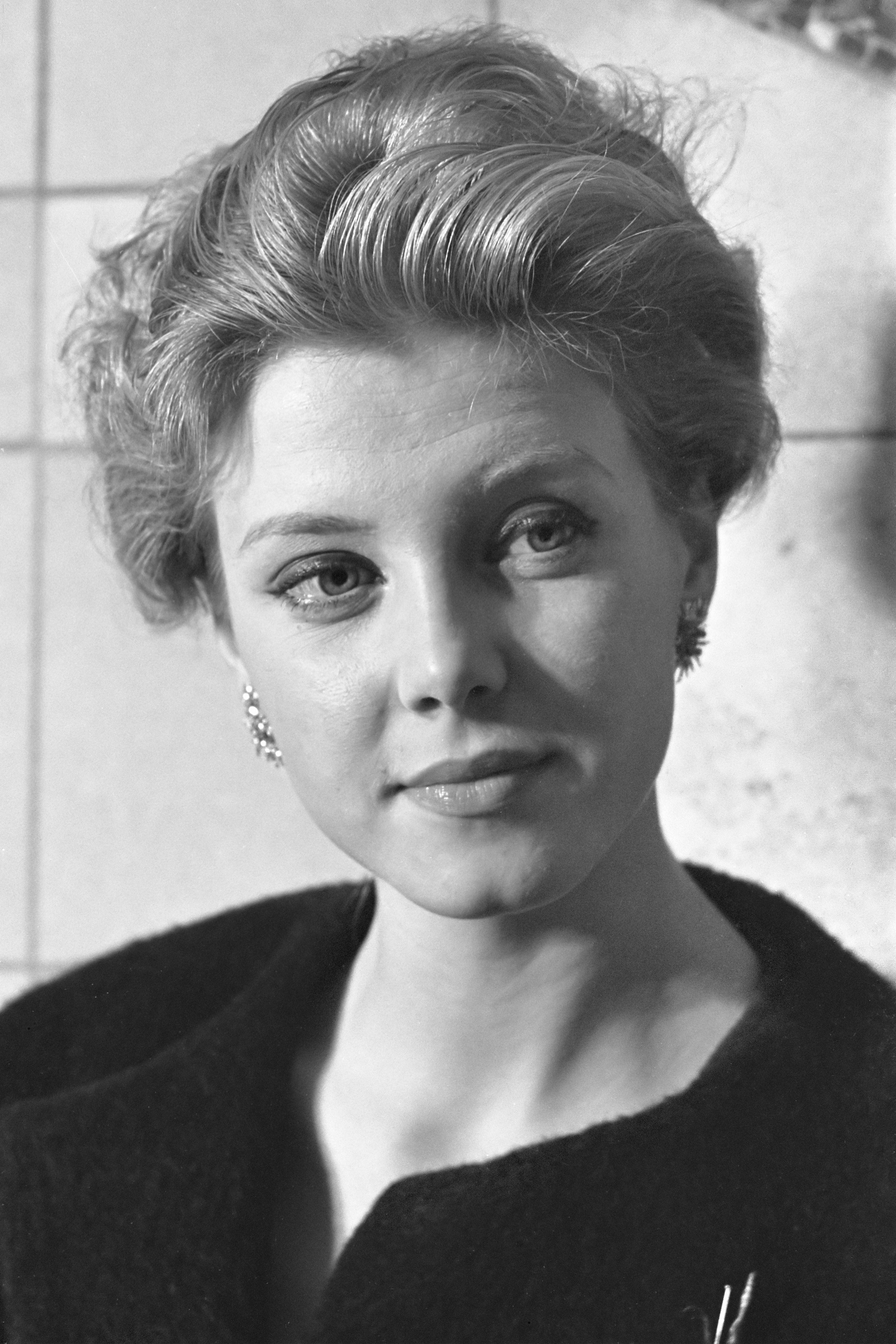
Miss World 1959 Corine Rottschäfer, Holandsko
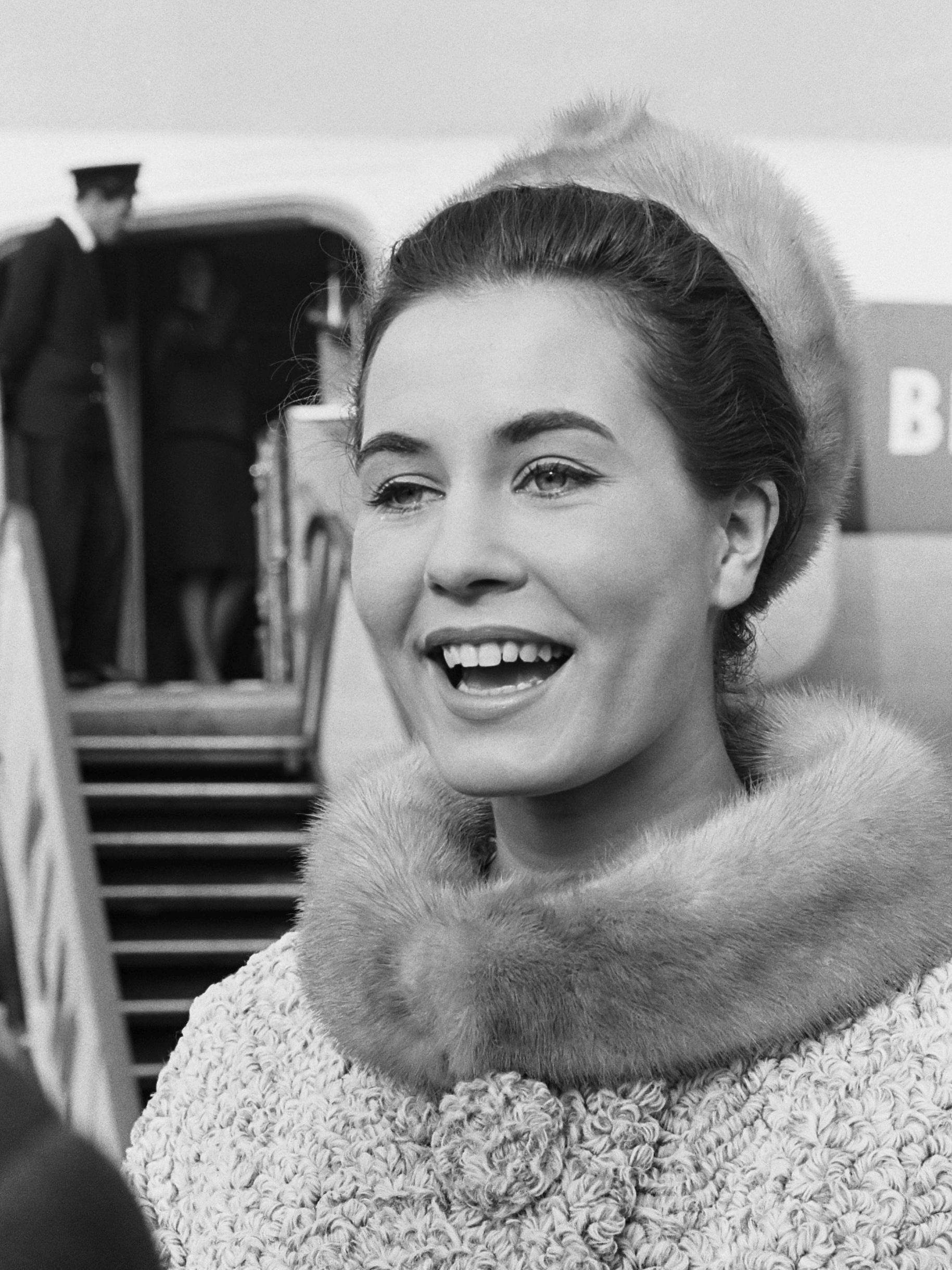
Miss World 1962 Catharina Lodders, Holandsko
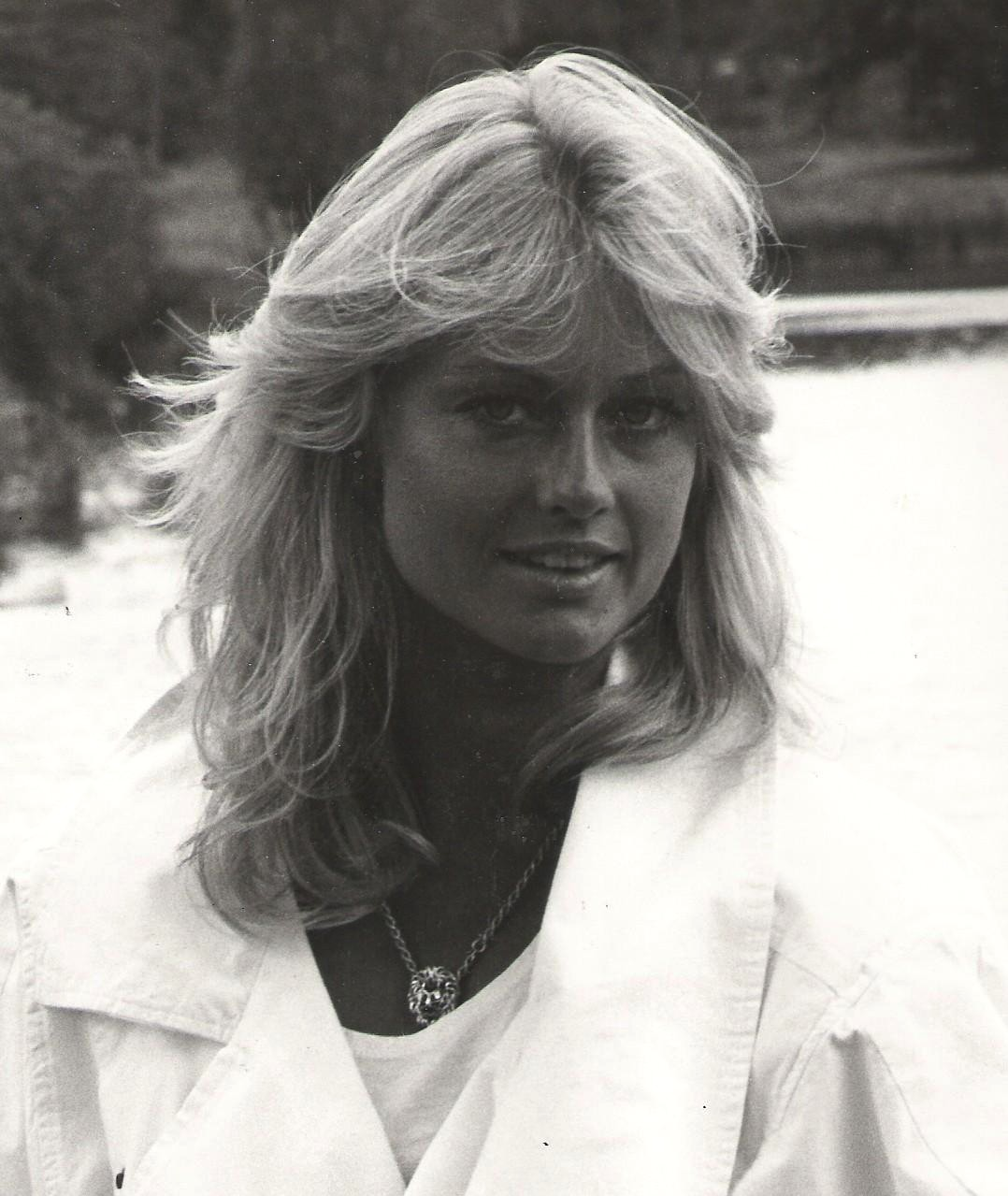
Miss World 1977 Mary Stävin, Švédsko
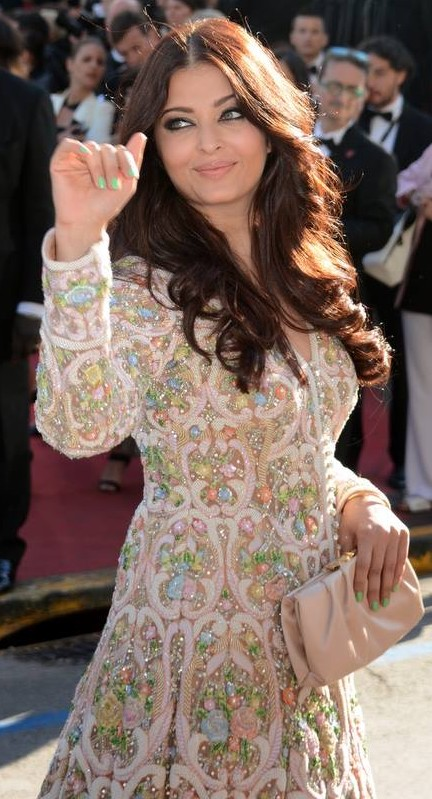
Miss World 1994 Aishwarya Rai, Indie
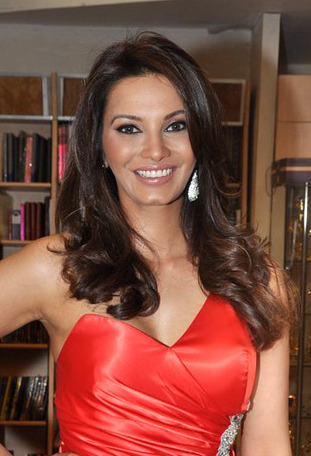
Miss World 1997 Diana Hayden, Indie
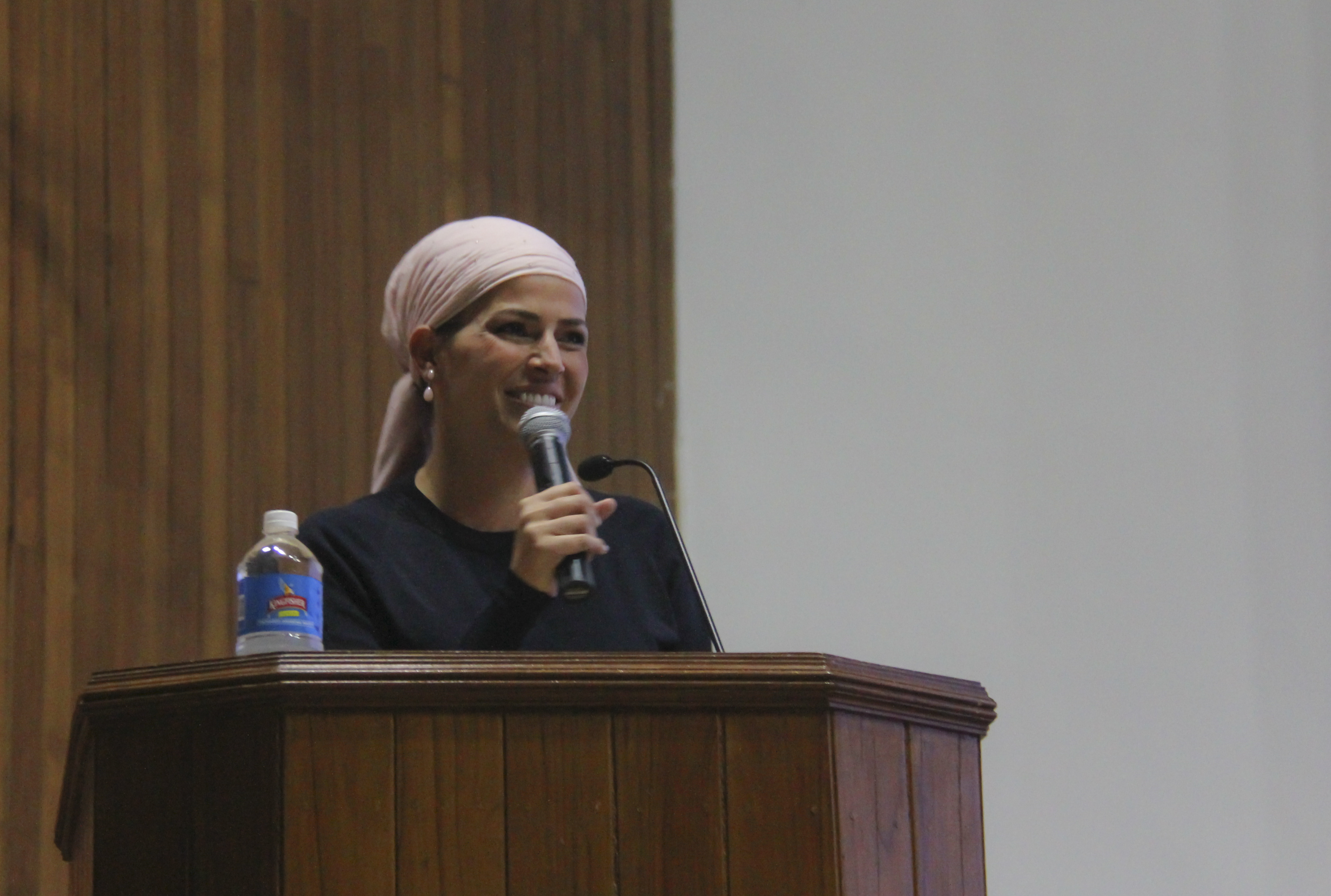
Miss World 1998 Linor Abargil, Izrael
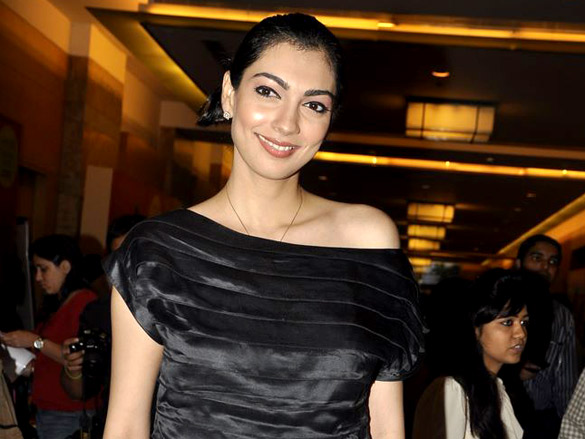
Miss World 1999 Yukta Mookhey, Indie
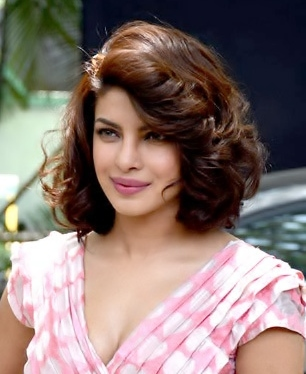
Miss World 2000 Priyanka Chopra, Indie
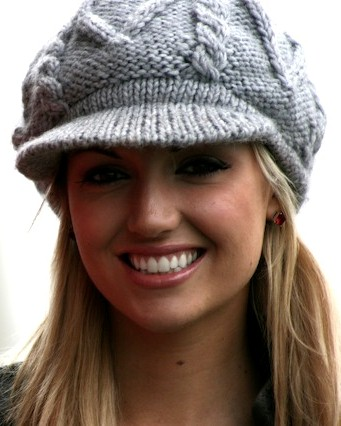
Miss World 2003 Rosanna Davison, Irsko
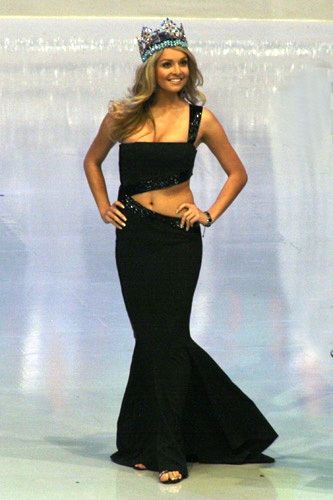
Miss World 2006 Taťána Kuchařová, Česko
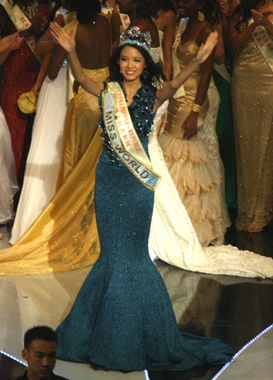
Miss World 2007 Zhang Zilin, Čína
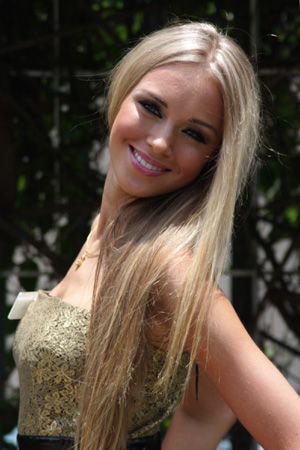
Miss World 2008 Ksenia Sukhinova, Rusko
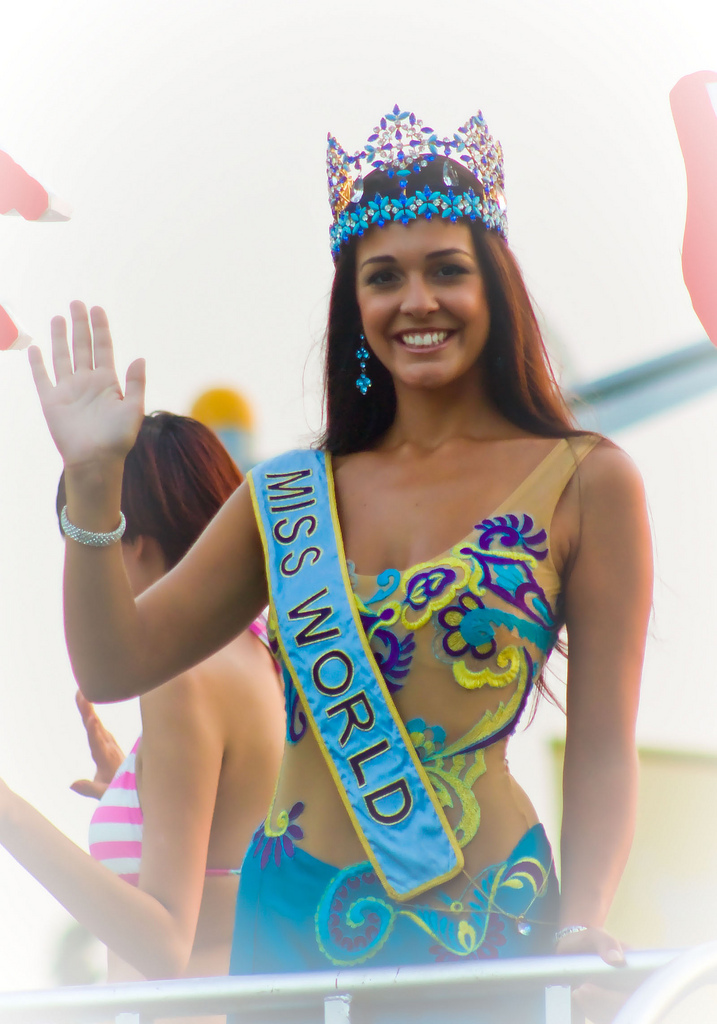
Miss World 2009 Kaiane Aldorino, Gibraltar
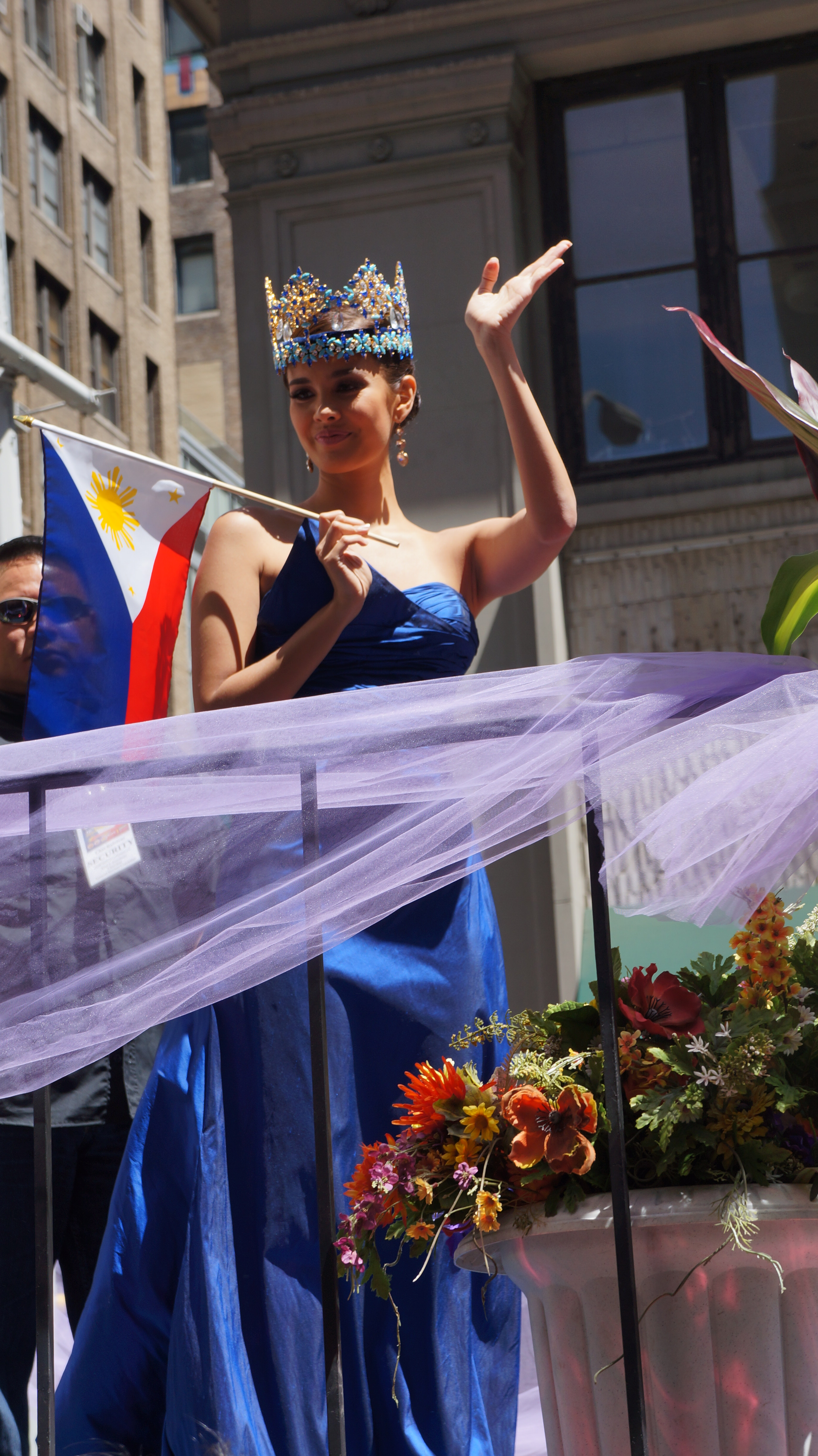
Miss World 2013 Megan Young, Filipíny